# Major League Soccer 2020
La Major League Soccer 2020 è stata la venticinquesima edizione del campionato di calcio nordamericano, per festeggiare la ricorrenza è stato creato anche un logo speciale. In questa edizione il numero di partecipanti è aumentato da 24 a 26, visto l'ingresso di Nashville e dell'Inter Miami. Il torneo è iniziato il 29 febbraio 2020 ed è stato sospeso il 12 marzo seguente a causa della pandemia di COVID-19. La ripresa è avvenuta l'8 luglio con un torneo speciale chiamato MLS is Back, concentrato all'ESPN Wide World of Sports Complex di Disneyworld, a Orlando. La stagione è terminata il 12 dicembre dello stesso anno ed ha visto il Columbus Crew conquistare per la seconda volta il titolo di campione ai danni del Seattle Sounders.

## Formula
Le squadre sono divise in due conference, la “Western Conference” e la “Eastern Conference”, in base alla loro posizione geografica. Nashville avrebbe dovuto esordire partecipando alla western conference, ma in seguito all'interruzione del torneo è stata riassegnata alla eastern. Vengono assegnati tre punti per ogni vittoria e un punto per ogni pareggio. Similmente alle altre grandi leghe americane di sport professionistici, non è prevista alcuna retrocessione né promozione.
La formula stabilita prima dell'interruzione prevedeva che ogni squadra incontrasse due volte le avversarie della propria conference (andata e ritorno), per un totale di 24 partite, mentre le altre dieci sarebbero state giocate con le squadre della conference opposta. Per la prima volta nella MLS, le squadre non avrebbero affrontato tutte le altre durante la stagione regolare.
Dopo la sospensione dovuta all'epidemia di COVID-19, la MLS è ripresa con un torneo speciale, composto da una fase a gironi e una successiva ad eliminazione diretta. Successivamente la lega ha ripreso la stagione regolare, con l'obiettivo di arrivare a un totale di 23 incontri disputati da ciascuna squadra, ma il rinvio di diverse partite, a causa della presenza di giocatori positivi al COVID-19, ha portato alcune squadre a giocare meno partite di quelle preventivate. Le classifiche finali sono state quindi determinate dalla media punti per gara. Al termine della stagione regolare si sono tenuti i play-off per il titolo, a cui hanno partecipato eccezionalmente 18 squadre. Nella western conference le prime otto classificate si sono qualificate direttamente al primo turno, mentre nella eastern conference le prime sei si sono qualificate al primo turno mentre le squadre dal settimo al decimo posto hanno giocato un turno preliminare.
Si qualificano alla CONCACAF Champions League 2021 la vincitrice della MLS Cup, la vincitrice del Supporters' Shield (cioè la squadra prima in classifica al termine della stagione regolare) e la vincitrice del torneo MLS is Back. Il posto destinato alla vincitrice della Lamar Hunt U.S. Open Cup, la cui edizione 2020 è stata cancellata, è stato assegnato ai vincitori dell'edizione 2019. Se una squadra occupa più di una di queste posizioni si scorre la classifica della stagione regolare fino alla prima non qualificata. Stesso procedimento se una posizione utile è occupata da una squadra canadese, visto che queste ultime si qualificano alla Champions League tramite il Canadian Championship.

## Partecipanti
| Club                | Stagione | Città          | Stadio                                     | Stagione 2019                                       |
| ------------------- | -------- | -------------- | ------------------------------------------ | --------------------------------------------------- |
| Atlanta United      | dettagli | Atlanta        | Mercedes-Benz Stadium                      | 2º nella Eastern Conference                         |
| Chicago Fire        | dettagli | Chicago        | Soldier Field                              | 8º nella Eastern Conference                         |
| FC Cincinnati       | dettagli | Cincinnati     | Nippert Stadium                            | 12º nella Eastern Conference                        |
| Colorado Rapids     | dettagli | Denver         | Dick's Sporting Goods Park (Commerce City) | 9º nella Western Conference                         |
| Columbus Crew       | dettagli | Columbus       | Mapfre Stadium                             | 10º nella Eastern Conference                        |
| FC Dallas           | dettagli | Dallas         | Toyota Stadium (Frisco)                    | 7º nella Western Conference                         |
| D.C. United         | dettagli | Washington     | Audi Field                                 | 5º nella Eastern Conference                         |
| Houston Dynamo      | dettagli | Houston        | BBVA Stadium                               | 10º nella Western Conference                        |
| Inter Miami         | dettagli | Miami          | Inter Miami CF Stadium (Fort Lauderdale)   | Esordiente                                          |
| Los Angeles FC      | dettagli | Los Angeles    | Banc of California Stadium                 | Vincitore del MLS Supporters' Shield                |
| LA Galaxy           | dettagli | Los Angeles    | Dignity Health Sports Park (Carson)        | 5º nella Western Conference                         |
| Minnesota Utd       | dettagli | Saint Paul     | Allianz Field                              | 4º nella Western Conference                         |
| Montréal Impact     | dettagli | Montréal       | Stade Saputo                               | 9º nella Eastern Conference                         |
| Nashville           | dettagli | Nashville      | Nissan Stadium                             | Esordiente                                          |
| N.E. Revolution     | dettagli | Foxborough     | Gillette Stadium                           | 7º nella Eastern Conference                         |
| New York City       | dettagli | New York       | Yankee Stadium                             | 1º nella Eastern Conference                         |
| N.Y. Red Bulls      | dettagli | New York       | Red Bull Arena (Harrison, NJ)              | 6º nella Eastern Conference                         |
| Orlando City        | dettagli | Orlando        | Exploria Stadium                           | 11º nella Eastern Conference                        |
| Philadelphia Union  | dettagli | Filadelfia     | Subaru Park (Chester)                      | 3º nella Eastern Conference                         |
| Portland Timbers    | dettagli | Portland       | Providence Park                            | 6º nella Western Conference                         |
| Real Salt Lake      | dettagli | Salt Lake City | Rio Tinto Stadium (Sandy)                  | 3º nella Western Conference                         |
| S.J. Earthquakes    | dettagli | San Jose       | Avaya Stadium                              | 8º nella Western Conference                         |
| Seattle Sounders    | dettagli | Seattle        | CenturyLink Field                          | 2º nella Western Conference Vincitore della MLS Cup |
| Sporting K.C.       | dettagli | Kansas City    | Children's Mercy Park                      | 11º nella Western Conference                        |
| Toronto FC          | dettagli | Toronto        | BMO Field                                  | 4º nella Eastern Conference                         |
| Vancouver Whitecaps | dettagli | Vancouver      | BC Place                                   | 12º nella Western Conference                        |

### Allenatori
| Club                | Allenatore                                                                                     |
| ------------------- | ---------------------------------------------------------------------------------------------- |
| Atlanta United      | Frank de Boer (fino al 24 luglio) Stephen Glass (dal 24 luglio)                                |
| Chicago Fire        | Raphaël Wicky                                                                                  |
| FC Cincinnati       | Yoann Damet (fino al 21 maggio) Jaap Stam (dal 21 maggio)                                      |
| Colorado Rapids     | Robin Fraser                                                                                   |
| Columbus Crew       | Caleb Porter                                                                                   |
| FC Dallas           | Luchi Gonzalez                                                                                 |
| D.C. United         | Ben Olsen (fino all'8 ottobre) Chad Ashton (ad interim)                                        |
| Houston Dynamo      | Tab Ramos                                                                                      |
| Inter Miami         | Diego Alonso                                                                                   |
| Los Angeles FC      | Bob Bradley                                                                                    |
| LA Galaxy           | Guillermo Barros Schelotto                                                                     |
| Minnesota United    | Adrian Heath                                                                                   |
| Montréal Impact     | Thierry Henry                                                                                  |
| Nashville           | Gary Smith                                                                                     |
| N.E. Revolution     | Bruce Arena                                                                                    |
| New York City       | Ronny Deila                                                                                    |
| N.Y. Red Bulls      | Chris Armas (fino al 4 settembre) Bradley Carnell (ad interim) Gerhard Struber (dal 6 ottobre) |
| Orlando City        | Óscar Pareja                                                                                   |
| Philadelphia Union  | Jim Curtin                                                                                     |
| Portland Timbers    | Giovanni Savarese                                                                              |
| Real Salt Lake      | Freddy Juarez                                                                                  |
| S.J. Earthquakes    | Matías Almeyda                                                                                 |
| Seattle Sounders    | Brian Schmetzer                                                                                |
| Sporting K.C.       | Peter Vermes                                                                                   |
| Toronto FC          | Greg Vanney                                                                                    |
| Vancouver Whitecaps | Marc Dos Santos                                                                                |

## Torneo MLS is Back
Dopo la sospensione dovuta alla pandemia di COVID-19, la lega ha optato per riprendere l'attività con un torneo speciale, con tutte le squadre concentrate all'ESPN Wide World of Sports Complex di Disneyworld, a Orlando, e partite disputate in assenza di pubblico. Il torneo si è disputato dall'8 luglio all'11 agosto. Le 26 squadre sono state inizialmente divise in tre gironi da quattro per la western conference, e un girone da sei e due da quattro per la eastern. Successivamente l'esclusione di due club per l'alto numero di positivi al COVID-19 ha portato a un formato con sei gironi tutti da quattro squadre. Le prime due di ogni girone e le quattro migliori terze hanno formato un tabellone a eliminazione diretta. Le partite della fase a gironi assegnavano punti validi per la classifica della stagione regolare, in più i Portland Timbers, squadra vincitrice del torneo, si sono qualificati alla CONCACAF Champions League 2021.

### Fase a gironi
I seguenti incontri hanno assegnato punti valevoli per la classifica di stagione regolare della MLS

#### Girone A
| Squadra 1          | Risultato | Squadra 2          |
| ------------------ | --------- | ------------------ |
| Orlando City       | 2 - 1     | Inter Miami        |
| New York City      | 0 - 1     | Philadelphia Union |
| Philadelphia Union | 2 - 1     | Inter Miami        |
| New York City      | 1 - 3     | Orlando City       |
| Inter Miami        | 0 - 1     | New York City      |
| Philadelphia Union | 1 - 1     | Orlando City       |

#### Girone B
| Squadra 1           | Risultato | Squadra 2           |
| ------------------- | --------- | ------------------- |
| Seattle Sounders    | 0 - 0     | S.J. Earthquakes    |
| Chicago Fire        | 2 - 1     | Seattle Sounders    |
| Vancouver Whitecaps | 3 - 4     | S.J. Earthquakes    |
| Chicago Fire        | 0 - 2     | S.J. Earthquakes    |
| Seattle Sounders    | 3 - 0     | Vancouver Whitecaps |
| Chicago Fire        | 0 - 2     | Vancouver Whitecaps |

#### Girone C
| Squadra 1       | Risultato | Squadra 2       |
| --------------- | --------- | --------------- |
| Montréal Impact | 0 - 1     | N.E. Revolution |
| Toronto FC      | 2 - 2     | D.C. United     |
| Montréal Impact | 3 - 4     | Toronto FC      |
| D.C. United     | 1 - 1     | N.E. Revolution |
| Toronto FC      | 0 - 0     | N.E. Revolution |
| Montréal Impact | 1 - 0     | D.C. United     |

#### Girone D
| Squadra 1       | Risultato | Squadra 2       |
| --------------- | --------- | --------------- |
| Sporting K.C.   | 1 - 2     | Minnesota Utd   |
| Real Salt Lake  | 2 - 0     | Colorado Rapids |
| Sporting K.C.   | 3 - 2     | Colorado Rapids |
| Real Salt Lake  | 0 - 0     | Minnesota Utd   |
| Real Salt Lake  | 0 - 2     | Sporting K.C.   |
| Colorado Rapids | 2 - 2     | Minnesota Utd   |

#### Girone E
| Squadra 1      | Risultato | Squadra 2      |
| -------------- | --------- | -------------- |
| Atlanta United | 0 - 1     | N.Y. Red Bulls |
| FC Cincinnati  | 0 - 4     | Columbus Crew  |
| Atlanta United | 0 - 1     | FC Cincinnati  |
| Columbus Crew  | 2 - 0     | N.Y. Red Bulls |
| Atlanta United | 0 - 1     | Columbus Crew  |
| FC Cincinnati  | 2 - 0     | N.Y. Red Bulls |

#### Girone F
| Squadra 1        | Risultato | Squadra 2        |
| ---------------- | --------- | ---------------- |
| Los Angeles FC   | 3 - 3     | Houston Dynamo   |
| LA Galaxy        | 1 - 2     | Portland Timbers |
| Portland Timbers | 2 - 1     | Houston Dynamo   |
| Los Angeles FC   | 6 - 2     | LA Galaxy        |
| LA Galaxy        | 1 - 1     | Houston Dynamo   |
| Los Angeles FC   | 2 - 2     | Portland Timbers |

## Classifiche regular season

### Eastern Conference
|  | Pos. | Squadra            | MPt  | Pt | G  | V  | N | P  | GF | GS | DR  |
|  | ---- | ------------------ | ---- | -- | -- | -- | - | -- | -- | -- | --- |
|  | 1.   | Philadelphia Union | 2,04 | 47 | 23 | 14 | 5 | 4  | 44 | 20 | +24 |
|  | 2.   | Toronto FC         | 1,91 | 44 | 23 | 13 | 5 | 5  | 33 | 26 | +7  |
|  | 3.   | Columbus Crew      | 1,78 | 41 | 23 | 12 | 5 | 6  | 36 | 21 | +15 |
|  | 4.   | Orlando City       | 1,78 | 41 | 23 | 11 | 8 | 4  | 40 | 25 | +15 |
|  | 5.   | New York City      | 1,70 | 39 | 23 | 12 | 3 | 8  | 37 | 25 | +12 |
|  | 6.   | N.Y. Red Bulls     | 1,39 | 32 | 23 | 9  | 5 | 9  | 29 | 31 | -2  |
|  | 7.   | Nashville          | 1,39 | 32 | 23 | 8  | 8 | 7  | 24 | 22 | +2  |
|  | 8.   | N.E. Revolution    | 1,39 | 32 | 23 | 8  | 8 | 7  | 26 | 25 | +1  |
|  | 9.   | Montréal Impact    | 1,13 | 26 | 23 | 8  | 2 | 13 | 33 | 43 | -10 |
|  | 10.  | Inter Miami        | 1,04 | 24 | 23 | 7  | 3 | 13 | 25 | 35 | -10 |
|  | 11.  | Chicago Fire       | 1,00 | 23 | 23 | 5  | 8 | 10 | 33 | 39 | -6  |
|  | 12.  | Atlanta United     | 0,96 | 22 | 23 | 6  | 4 | 13 | 23 | 30 | -7  |
|  | 13.  | D.C. United        | 0,91 | 21 | 23 | 5  | 6 | 12 | 25 | 41 | -16 |
|  | 14.  | FC Cincinnati      | 0,70 | 16 | 23 | 4  | 4 | 15 | 12 | 36 | -24 |

Legenda:
      Ammesse al primo turno dei play-off.
      Ammesse al turno preliminare dei play-off.

### Western Conference
|  | Pos. | Squadra             | MPt  | Pt | G  | V  | N | P  | GF | GS | DR  |
|  | ---- | ------------------- | ---- | -- | -- | -- | - | -- | -- | -- | --- |
|  | 1.   | Sporting K.C.       | 1,86 | 39 | 21 | 12 | 3 | 6  | 38 | 25 | +13 |
|  | 2.   | Seattle Sounders    | 1,77 | 39 | 22 | 11 | 6 | 5  | 44 | 23 | +21 |
|  | 3.   | Portland Timbers    | 1,70 | 39 | 23 | 11 | 6 | 6  | 46 | 35 | +11 |
|  | 4.   | Minnesota Utd       | 1,62 | 34 | 21 | 9  | 7 | 5  | 36 | 26 | +10 |
|  | 5.   | Colorado Rapids     | 1,56 | 28 | 18 | 8  | 4 | 6  | 32 | 28 | +4  |
|  | 6.   | FC Dallas           | 1,55 | 34 | 22 | 9  | 7 | 6  | 28 | 24 | +4  |
|  | 7.   | Los Angeles FC      | 1,45 | 32 | 22 | 9  | 5 | 8  | 47 | 39 | +8  |
|  | 8.   | S.J. Earthquakes    | 1,30 | 30 | 23 | 8  | 6 | 9  | 35 | 51 | -16 |
|  | 9.   | Vancouver Whitecaps | 1,17 | 27 | 23 | 9  | 0 | 14 | 27 | 44 | -17 |
|  | 10.  | LA Galaxy           | 1,00 | 22 | 22 | 6  | 4 | 12 | 27 | 46 | -19 |
|  | 11.  | Real Salt Lake      | 1,00 | 22 | 22 | 5  | 7 | 10 | 25 | 35 | -10 |
|  | 12.  | Houston Dynamo      | 0,91 | 21 | 23 | 4  | 9 | 10 | 30 | 40 | -10 |

Legenda:
      Ammesse al primo turno dei play-off.

### Classifica generale
La squadra prima classificata in questa classifica vince il Supporters’ Shield.
|  | Pos. | Squadra             | MPt  | Pt | G  | V  | N | P  | GF | GS | DR  |
|  | ---- | ------------------- | ---- | -- | -- | -- | - | -- | -- | -- | --- |
|  | 1.   | Philadelphia Union  | 2,04 | 47 | 23 | 14 | 5 | 4  | 44 | 20 | +24 |
|  | 2.   | Toronto FC          | 1,91 | 44 | 23 | 13 | 5 | 5  | 33 | 26 | +7  |
|  | 3.   | Sporting K.C.       | 1,86 | 39 | 21 | 12 | 3 | 6  | 38 | 25 | +13 |
|  | 4.   | Columbus Crew       | 1,78 | 41 | 23 | 12 | 5 | 6  | 36 | 21 | +15 |
|  | 5.   | Orlando City        | 1,78 | 41 | 23 | 11 | 8 | 4  | 40 | 25 | +15 |
|  | 6.   | Seattle Sounders    | 1,77 | 39 | 22 | 11 | 6 | 5  | 44 | 23 | +21 |
|  | 7.   | New York City       | 1,70 | 39 | 23 | 12 | 3 | 8  | 37 | 25 | +12 |
|  | 8.   | Portland Timbers    | 1,70 | 39 | 23 | 11 | 6 | 6  | 46 | 35 | +11 |
|  | 9.   | Minnesota Utd       | 1,62 | 34 | 21 | 9  | 7 | 5  | 36 | 26 | +10 |
|  | 10.  | Colorado Rapids     | 1,56 | 28 | 18 | 8  | 4 | 6  | 32 | 28 | +4  |
|  | 11.  | FC Dallas           | 1,55 | 34 | 22 | 9  | 7 | 6  | 28 | 24 | +4  |
|  | 12.  | Los Angeles FC      | 1,45 | 32 | 22 | 9  | 5 | 8  | 47 | 39 | +8  |
|  | 13.  | N.Y. Red Bulls      | 1,39 | 32 | 23 | 9  | 5 | 9  | 29 | 31 | -2  |
|  | 14.  | Nashville           | 1,39 | 32 | 23 | 8  | 8 | 7  | 24 | 22 | +2  |
|  | 15.  | N.E. Revolution     | 1,39 | 32 | 23 | 8  | 8 | 7  | 26 | 25 | +1  |
|  | 16.  | S.J. Earthquakes    | 1,30 | 30 | 23 | 8  | 6 | 9  | 35 | 51 | -16 |
|  | 17.  | Vancouver Whitecaps | 1,17 | 27 | 23 | 9  | 0 | 14 | 27 | 44 | -17 |
|  | 18.  | Montréal Impact     | 1,13 | 26 | 23 | 8  | 2 | 13 | 33 | 43 | -10 |
|  | 19.  | Inter Miami         | 1,04 | 24 | 23 | 7  | 3 | 13 | 25 | 35 | -10 |
|  | 20.  | LA Galaxy           | 1,00 | 22 | 22 | 6  | 4 | 12 | 27 | 46 | -19 |
|  | 21.  | Real Salt Lake      | 1,00 | 22 | 22 | 5  | 7 | 10 | 25 | 35 | -10 |
|  | 22.  | Chicago Fire        | 1,00 | 23 | 23 | 5  | 8 | 10 | 33 | 39 | -6  |
|  | 23.  | Atlanta United      | 0,96 | 22 | 23 | 6  | 4 | 13 | 23 | 30 | -7  |
|  | 24.  | D.C. United         | 0,91 | 21 | 23 | 5  | 6 | 12 | 25 | 41 | -16 |
|  | 25.  | Houston Dynamo      | 0,91 | 21 | 23 | 4  | 9 | 10 | 30 | 40 | -10 |
|  | 26.  | FC Cincinnati       | 0,70 | 16 | 23 | 4  | 4 | 15 | 12 | 36 | -24 |

Legenda:

      Vincitrice della MLS e qualificata alla CONCACAF Champions League 2021
      Qualificate alla CONCACAF Champions League 2021:
- Philadelphia Union vincitore del Supporters' Shield
- Portland Timbers vincitore del Torneo MLS is Back
- Atlanta United vincitore della U.S. Open Cup 2019
- Toronto FC finalista del Canadian Championship 2020

      Qualificate alla Leagues Cup 2021:
- Sporting K.C., Orlando City, Seattle Sounders e New York City

In caso di arrivo a pari punti:
1. Media vittorie per gare giocate;
2. Media differenza reti per gara;
3. Media Gol fatti per gara;
4. Minor media di punti disciplinari per gara;
5. Media differenza reti per gare in trasferta;
6. Media gol fatti per gare in trasferta;
7. Media differenza reti per gare in casa;
8. Media gol fatti per gare in casa;
9. Lancio della moneta (2 squadre) o estrazione a sorte (3 o più squadre).

## Risultati
Leggendo per riga si avranno i risultati casalinghi della squadra indicata in prima colonna, mentre leggendo per colonna si avranno i risultati in trasferta della squadra in prima riga. La tabella non include gli incontri della fase a gironi del torneo MLS is Back, valevoli anch'essi per la stagione regolare del campionato.
|                     | ATL     | CHI | CIN     | COL  | CLB     | DAL     | DCU     | HOU     | MIA     | LAF     | LAG     | MNU      | MTL     | NAS     | NER     | NYC     | NYR | ORL     | PHI     | POR     | RSL      | SJE     | SEA     | SKC      | TOR     | VAN     |
| ------------------- | ------- | --- | ------- | ---- | ------- | ------- | ------- | ------- | ------- | ------- | ------- | -------- | ------- | ------- | ------- | ------- | --- | ------- | ------- | ------- | -------- | ------- | ------- | -------- | ------- | ------- |
| Atlanta United      |         |     | 2-1 2-0 |      |         | 1-0     | 1-2     |         | 0-0 1-2 |         |         |          |         | 2-0     |         |         | 0-1 | 1-3 0-0 |         |         |          |         |         |          |         |         |
| Chicago Fire        | 2-0     |     | 3-0     |      | 2-2     |         | 2-1     | 4-0     |         |         |         |          |         |         | 1-2     | 3-4     | 2-2 |         |         |         |          |         |         | 2-2      |         |         |
| Cincinnati          |         | 0-0 |         |      | 0-0 2-1 |         | 0-0 1-2 |         |         |         |         | 0-1      |         |         |         |         |     |         | 0-0     |         |          |         |         | 0-1      | 0-1     |         |
| Colorado Rapids     |         |     |         |      |         |         |         | 1-1     |         | n.d.    | n.d.    |          |         |         |         |         |     | 2-1     |         |         | 1-4 n.d. | 5-0     | 3-1     | 1-1 n.d. |         |         |
| Columbus Crew       | 2-1     | 3-0 | 3-0     |      |         |         |         |         |         |         |         | 2-1      | 1-2     | 2-0     |         | 1-0 3-1 |     |         | 1-0 2-1 |         |          |         |         |          |         |         |
| FC Dallas           |         |     |         | 4-1  | 2-2     |         |         | 2-1 3-0 | 2-1     |         |         | 3-1 n.d. | 2-2     | 0-1 0-0 |         |         |     | 0-0     | 2-0     |         |          |         |         | 1-0      |         |         |
| D.C. United         | 0-4     |     |         | 1-2  | 1-0     |         |         |         | 2-1     |         |         |          | 2-3     |         | 1-2 0-2 | 0-0     | 0-2 |         | 2-2     |         |          |         |         |          | 2-2     |         |
| Houston Dynamo      |         |     |         | 1-2  | 1-1     | 0-0 2-0 |         |         |         |         | 1-1     | 3-0 2-2  |         | 1-3     |         |         |     |         |         |         |          |         |         | 2-1 1-2  |         |         |
| Inter Miami         | 2-1 1-1 |     | 2-1     |      |         |         |         | 1-0     |         |         |         |          |         | 0-0     |         | 2-3     | 1-4 | 3-2 2-1 |         |         |          |         |         |          |         |         |
| Los Angeles FC      |         |     |         |      |         |         |         | 2-1     | 1-0     |         | 0-2 2-0 |          |         |         |         |         |     |         | 3-3     | 4-2 1-1 |          | 5-1 1-2 | 3-1     |          |         | 6-0     |
| LA Galaxy           |         |     |         | 0-2  |         |         |         |         |         | 3-0     |         |          |         |         |         |         |     |         |         | 3-6     | 2-1      | 3-2 0-4 | 1-3 1-1 |          |         | 0-1 1-0 |
| Minnesota Utd       |         | 2-2 | 2-0     | 2-1  |         | 3-2 3-0 |         | 2-2     |         |         |         |          |         |         |         |         |     |         |         |         | 4-0 0-0  |         |         | 1-2      |         |         |
| Montréal Impact     |         | 2-2 |         |      |         |         |         |         | 2-1     |         |         |          |         | 0-1     | 2-1 2-3 |         |     | 0-1     | 1-4     |         |          |         |         |          | 0-1 1-2 | 2-0     |
| Nashville           | 1-2 4-2 | 1-1 |         |      |         | 3-0 0-1 | 1-0     | 1-1     | 1-0     |         |         | 0-0      |         |         | 1-1     |         |     | 1-1     |         |         |          |         |         |          |         |         |
| N.E. Revolution     |         | 1-1 |         |      |         |         | 4-3     |         |         |         |         |          | 3-1     | 0-0     |         | 0-2 0-0 | 1-1 |         | 0-0 1-2 |         |          |         |         |          | 0-1     |         |
| New York City       |         | 3-1 | 2-1 4-0 |      | 1-0     |         | 4-1     |         |         |         |         |          | 3-1     |         | 1-2     |         | 5-2 |         |         |         |          |         |         |          | 0-1     |         |
| N.Y. Red Bulls      |         |     | 3-2 0-1 |      |         |         | 0-1     |         | 1-2     |         |         |          | 4-1     |         | 1-0     | 1-0     |     | 1-1     | 0-3     |         |          |         |         |          | 2-1     |         |
| Orlando City        | 1-1 4-1 | 4-1 |         |      | 2-1     |         |         |         | 2-1     |         |         |          |         | 3-1 2-3 |         | 1-1     | 3-1 |         |         |         | 0-0      |         |         |          |         |         |
| Philadelphia Union  |         | 2-1 | 3-0     |      |         |         | 4-1     |         | 3-0     |         |         |          | 2-1     |         | 2-1 2-0 |         | 1-0 |         |         |         |          |         |         |          | 5-0     |         |
| Portland Timbers    |         |     |         | 0-1  |         |         |         |         |         | 1-1     | 2-3 5-2 | 1-3      |         | 1-0     |         |         |     |         |         |         | 4-4      | 3-0     | 0-3 1-0 |          |         | 1-0     |
| Real Salt Lake      |         |     |         | 0-5  |         | 0-0     |         |         |         | 3-0 1-3 | 2-0     |          |         |         |         |         | 1-1 |         |         | 2-1     |          |         | 2-2     | 0-2      |         | 1-2     |
| S.J. Earthquakes    |         |     |         | 1-1  |         |         |         |         |         | 3-2     | 0-0 2-1 | 2-5      |         |         |         |         |     |         |         | 1-1 1-6 | 2-0      |         | 0-0     |          | 2-2     | 3-0     |
| Seattle Sounders    |         | 2-1 |         | n.d. | 1-1     |         |         |         |         | 3-1 3-0 |         |          |         |         |         |         |     |         |         | 1-2 1-1 | 2-1      | 7-1 4-1 |         |          |         | 3-1     |
| Sporting K.C.       |         | 1-0 |         | 4-0  |         | 1-1 2-3 |         | 4-0 2-5 |         |         |         | 1-0 n.d. |         | 2-1     |         |         |     | 1-2     |         |         |          |         |         |          |         |         |
| Toronto FC          | 1-0     |     |         |      | 3-1     |         |         |         | 2-1     |         |         |          | 0-1     |         |         | 1-0 0-1 | 1-1 |         | 2-1     |         |          |         |         |          |         | 3-0 1-0 |
| Vancouver Whitecaps |         |     |         |      |         |         |         |         |         | 2-1     | 3-0     |          | 2-4 3-1 |         |         |         |     |         |         | 0-1     | 2-1      | 2-1     | 0-2     | 1-3      | 3-2     |         |

Fonte: MLSsoccer.com Archiviato l'8 aprile 2020 in Internet Archive.

## Play-off

### Tabellone
|  | Preliminare | Preliminare     | Preliminare |  |  | Primo turno | Primo turno         | Primo turno |  |    | Semifinali di Conference | Semifinali di Conference | Semifinali di Conference |  |    | Finali di Conference | Finali di Conference | Finali di Conference |  |    | Finale MLS    | Finale MLS       | Finale MLS |
|  |             |                 |             |  |  |             |                     |             |  |    |                          |                          |                          |  |    |                      |                      |                      |  |    |               |                  |            |
|  |             |                 |             |  |  | E3          | Columbus Crew       | 3           |  |    |                          |                          |                          |  |    |                      |                      |                      |  |    |               |                  |            |
|  |             |                 |             |  |  | E3          | Columbus Crew       | 3           |  |    |                          |                          |                          |  |    |                      |                      |                      |  |    |               |                  |            |
|  |             |                 |             |  |  | E6          | N.Y. Red Bulls      | 2           |  |    |                          |                          |                          |  |    |                      |                      |                      |  |    |               |                  |            |
|  |             |                 |             |  |  | E6          | N.Y. Red Bulls      | 2           |  |    |                          |                          |                          |  |    |                      |                      |                      |  |    |               |                  |            |
|  |             |                 |             |  |  |             |                     |             |  | E3 | Columbus Crew (dts)      | 2                        |                          |  |    |                      |                      |                      |  |    |               |                  |            |
|  |             |                 |             |  |  |             |                     |             |  | E3 | Columbus Crew (dts)      | 2                        |                          |  |    |                      |                      |                      |  |    |               |                  |            |
|  |             |                 |             |  |  |             |                     |             |  |    | E7                       | Nashville                | 0                        |  |    |                      |                      |                      |  |    |               |                  |            |
|  |             |                 |             |  |  |             |                     |             |  |    | E7                       | Nashville                | 0                        |  |    |                      |                      |                      |  |    |               |                  |            |
|  |             |                 |             |  |  | E2          | Toronto FC          | 0           |  |    |                          |                          |                          |  |    |                      |                      |                      |  |    |               |                  |            |
|  |             |                 |             |  |  |             |                     |             |  |    |                          |                          |                          |  |    |                      |                      |                      |  |    |               |                  |            |
|  | E7          | Nashville       | 3           |  |  | E7          | Nashville (dts)     | 1           |  |    |                          |                          |                          |  |    |                      |                      |                      |  |    |               |                  |            |
|  | E7          | Nashville       | 3           |  |  |             |                     |             |  |    |                          |                          |                          |  |    |                      |                      |                      |  |    |               |                  |            |
|  | E10         | Inter Miami     | 0           |  |  |             |                     |             |  |    |                          |                          |                          |  | E3 | Columbus Crew        | 1                    |                      |  |    |               |                  |            |
|  | E10         | Inter Miami     | 0           |  |  |             |                     |             |  |    |                          |                          |                          |  | E3 | Columbus Crew        | 1                    |                      |  |    |               |                  |            |
|  |             |                 |             |  |  |             |                     |             |  |    |                          |                          |                          |  |    | E8                   | N.E. Revolution      | 0                    |  |    |               |                  |            |
|  |             |                 |             |  |  |             |                     |             |  |    |                          |                          |                          |  |    | E8                   | N.E. Revolution      | 0                    |  |    |               |                  |            |
|  |             |                 |             |  |  | E4          | Orlando City (dtr)  | 1 (6)       |  |    |                          |                          |                          |  |    |                      |                      |                      |  |    |               |                  |            |
|  |             |                 |             |  |  | E4          | Orlando City (dtr)  | 1 (6)       |  |    |                          |                          |                          |  |    |                      |                      |                      |  |    |               |                  |            |
|  |             |                 |             |  |  | E5          | New York City       | 1 (5)       |  |    |                          |                          |                          |  |    |                      |                      |                      |  |    |               |                  |            |
|  |             |                 |             |  |  | E5          | New York City       | 1 (5)       |  |    |                          |                          |                          |  |    |                      |                      |                      |  |    |               |                  |            |
|  |             |                 |             |  |  |             |                     |             |  | E4 | Orlando City             | 1                        |                          |  |    |                      |                      |                      |  |    |               |                  |            |
|  |             |                 |             |  |  |             |                     |             |  |    |                          |                          |                          |  |    |                      |                      |                      |  |    |               |                  |            |
|  |             |                 |             |  |  |             |                     |             |  |    | E8                       | N.E. Revolution          | 3                        |  |    |                      |                      |                      |  |    |               |                  |            |
|  |             |                 |             |  |  |             |                     |             |  |    |                          |                          |                          |  |    |                      |                      |                      |  |    |               |                  |            |
|  |             |                 |             |  |  | E1          | Philadelphia Union  | 0           |  |    |                          |                          |                          |  |    |                      |                      |                      |  |    |               |                  |            |
|  |             |                 |             |  |  |             |                     |             |  |    |                          |                          |                          |  |    |                      |                      |                      |  |    |               |                  |            |
|  | E8          | N.E. Revolution | 2           |  |  | E8          | N.E. Revolution     | 2           |  |    |                          |                          |                          |  |    |                      |                      |                      |  |    |               |                  |            |
|  | E8          | N.E. Revolution | 2           |  |  |             |                     |             |  |    |                          |                          |                          |  |    |                      |                      |                      |  |    |               |                  |            |
|  | E9          | Montréal Impact | 1           |  |  |             |                     |             |  |    |                          |                          |                          |  |    |                      |                      |                      |  | E3 | Columbus Crew | 3                |            |
|  | E9          | Montréal Impact | 1           |  |  |             |                     |             |  |    |                          |                          |                          |  |    |                      |                      |                      |  | E3 | Columbus Crew | 3                |            |
|  |             |                 |             |  |  |             |                     |             |  |    |                          |                          |                          |  |    |                      |                      |                      |  |    | W2            | Seattle Sounders | 0          |
|  |             |                 |             |  |  |             |                     |             |  |    |                          |                          |                          |  |    |                      |                      |                      |  |    | W2            | Seattle Sounders | 0          |
|  |             |                 |             |  |  | W2          | Seattle Sounders    | 3           |  |    |                          |                          |                          |  |    |                      |                      |                      |  |    |               |                  |            |
|  |             |                 |             |  |  | W2          | Seattle Sounders    | 3           |  |    |                          |                          |                          |  |    |                      |                      |                      |  |    |               |                  |            |
|  |             |                 |             |  |  | W7          | Los Angeles FC      | 1           |  |    |                          |                          |                          |  |    |                      |                      |                      |  |    |               |                  |            |
|  |             |                 |             |  |  | W7          | Los Angeles FC      | 1           |  |    |                          |                          |                          |  |    |                      |                      |                      |  |    |               |                  |            |
|  |             |                 |             |  |  |             |                     |             |  | W2 | Seattle Sounders         | 1                        |                          |  |    |                      |                      |                      |  |    |               |                  |            |
|  |             |                 |             |  |  |             |                     |             |  | W2 | Seattle Sounders         | 1                        |                          |  |    |                      |                      |                      |  |    |               |                  |            |
|  |             |                 |             |  |  |             |                     |             |  |    | W6                       | FC Dallas                | 0                        |  |    |                      |                      |                      |  |    |               |                  |            |
|  |             |                 |             |  |  |             |                     |             |  |    |                          |                          |                          |  |    |                      |                      |                      |  |    |               |                  |            |
|  |             |                 |             |  |  | W3          | Portland Timbers    | 1 (7)       |  |    |                          |                          |                          |  |    |                      |                      |                      |  |    |               |                  |            |
|  |             |                 |             |  |  | W3          | Portland Timbers    | 1 (7)       |  |    |                          |                          |                          |  |    |                      |                      |                      |  |    |               |                  |            |
|  |             |                 |             |  |  | W6          | FC Dallas (dtr)     | 1 (8)       |  |    |                          |                          |                          |  |    |                      |                      |                      |  |    |               |                  |            |
|  |             |                 |             |  |  | W6          | FC Dallas (dtr)     | 1 (8)       |  |    |                          |                          |                          |  |    |                      |                      |                      |  |    |               |                  |            |
|  |             |                 |             |  |  |             |                     |             |  |    |                          |                          |                          |  | W2 | Seattle Sounders     | 3                    |                      |  |    |               |                  |            |
|  |             |                 |             |  |  |             |                     |             |  |    |                          |                          |                          |  | W2 | Seattle Sounders     | 3                    |                      |  |    |               |                  |            |
|  |             |                 |             |  |  |             |                     |             |  |    |                          |                          |                          |  |    | W4                   | Minnesota Utd        | 2                    |  |    |               |                  |            |
|  |             |                 |             |  |  |             |                     |             |  |    |                          |                          |                          |  |    | W4                   | Minnesota Utd        | 2                    |  |    |               |                  |            |
|  |             |                 |             |  |  | W1          | Sporting K.C. (dtr) | 3 (3)       |  |    |                          |                          |                          |  |    |                      |                      |                      |  |    |               |                  |            |
|  |             |                 |             |  |  | W1          | Sporting K.C. (dtr) | 3 (3)       |  |    |                          |                          |                          |  |    |                      |                      |                      |  |    |               |                  |            |
|  |             |                 |             |  |  | W8          | S.J. Earthquakes    | 3 (0)       |  |    |                          |                          |                          |  |    |                      |                      |                      |  |    |               |                  |            |
|  |             |                 |             |  |  | W8          | S.J. Earthquakes    | 3 (0)       |  |    |                          |                          |                          |  |    |                      |                      |                      |  |    |               |                  |            |
|  |             |                 |             |  |  |             |                     |             |  | W1 | Sporting K.C.            | 0                        |                          |  |    |                      |                      |                      |  |    |               |                  |            |
|  |             |                 |             |  |  |             |                     |             |  | W1 | Sporting K.C.            | 0                        |                          |  |    |                      |                      |                      |  |    |               |                  |            |
|  |             |                 |             |  |  |             |                     |             |  |    | W4                       | Minnesota Utd            | 3                        |  |    |                      |                      |                      |  |    |               |                  |            |
|  |             |                 |             |  |  |             |                     |             |  |    | W4                       | Minnesota Utd            | 3                        |  |    |                      |                      |                      |  |    |               |                  |            |
|  |             |                 |             |  |  | W4          | Minnesota Utd       | 3           |  |    |                          |                          |                          |  |    |                      |                      |                      |  |    |               |                  |            |
|  |             |                 |             |  |  | W4          | Minnesota Utd       | 3           |  |    |                          |                          |                          |  |    |                      |                      |                      |  |    |               |                  |            |
|  |             |                 |             |  |  | W5          | Colorado Rapids     | 0           |  |    |                          |                          |                          |  |    |                      |                      |                      |  |    |               |                  |            |
|  |             |                 |             |  |  | W5          | Colorado Rapids     | 0           |  |    |                          |                          |                          |  |    |                      |                      |                      |  |    |               |                  |            |

### Preliminare
| Arbitro: | J. Marrufo |

|                          |           |            |
| Carles Gil 38’ Bou 90+5’ | Marcatori | 61’ Quioto |

| Arbitro: | I. Elfath |

|                                         |           |  |
| Leal 14’ Mukhtar 24’ (rig.) McCarty 57’ | Marcatori |  |

### Primo turno
| Arbitro: | A. Chapman |

|                                                        |                      |                                                                    |
| Nani 5’ (rig.)                                         | Marcatori            | 8’ Chanot                                                          |
| Akindele Perea Antonio Carlos Urso Nani Jansson Michel | Tiri di rigore 6 – 5 | Maxi Morález Medina Rocha Tajouri Castellanos Acevedo Thorarinsson |

| Arbitro: | A. Chilowicz |

|                                              |           |                      |
| Pedro Santos 26’ (rig.) Nagbe 46’ Zardes 68’ | Marcatori | 23’ Clarke 90’ White |

| Arbitro: | N. Saghafi |

|                                     |                      |                                          |
| Espinoza 4’ Sanchez 47’ Busio 90+1’ | Marcatori            | 22’ Fierro 34’ Salinas 90+7’ Wondolowski |
| Russell Sanchez Shelton             | Tiri di rigore 3 – 0 | Alanis Yueill Espinoza                   |

| Arbitro: | T. Unkel |

|                         |           |  |
| Molino 22’, 79’ Lod 54’ | Marcatori |  |

| Arbitro: | A. Villareal |

|                                                             |                      |                                                                |
| Villafaña 82’                                               | Marcatori            | 90+3’ Pepi                                                     |
| Valeri Farfan Zuparić Ebobisse Bodily Chará Loria Villafaña | Tiri di rigore 7 – 8 | Ziegler Jara Bressan Pepi Hollingshead Hedges Tessmann Twumasi |

| Arbitro: | R. Sibiga |

|  |           |           |
|  | Marcatori | 108’ Rios |

| Arbitro: | J. Dickerson |

|  |           |                        |
|  | Marcatori | 26’ Buksa 30’ Buchanan |

| Arbitro: | K. Stott |

|                                    |           |             |
| Lodeiro 18’ Ruidiaz 66’ Morris 80’ | Marcatori | 77’ Atuesta |

### Semifinali di Conference
| Arbitro: | A. Chilowicz |

|                 |           |                             |
| Júnior Urso 33’ | Marcatori | 17’ (rig.) Gil 25’, 86’ Bou |

| Arbitro: | A. Villareal |

|                              |           |  |
| Pedro Santos 99’ Zardes 103’ | Marcatori |  |

| Arbitro: | R. Sibiga |

|             |           |  |
| O'Neill 49’ | Marcatori |  |

| Arbitro: | D. Fischer |

|  |           |                             |
|  | Marcatori | 27’, 35’ Molino 39’ Dibassy |

### Finali di Conference
| Arbitro: | A. Villareal |

|           |           |  |
| Artur 59’ | Marcatori |  |

| Arbitro: | I. Elfath |

|                                      |           |                         |
| Bruin 75’ Ruidiaz 89’ Svensson 90+3’ | Marcatori | 29’ Reynoso 67’ Dibassy |

### Finale MLS
| Arbitro: | J. Marrufo |

|                                |           |  |
| Zelarayan 25’, 82’ Etienne 31’ | Marcatori |  |

## Statistiche

### Classifica marcatori regular season
| Gol | Rigori |  | Giocatore           | Squadra            |
| --- | ------ |  | ------------------- | ------------------ |
| 11  | 1      |  | Raúl Ruidíaz        | Seattle Sounders   |
| 11  | 1      |  | Robert Berič        | Chicago Fire       |
| 9   | 0      |  | Jordan Morris       | Seattle Sounders   |
| 9   | 5      |  | Alejandro Pozuelo   | Toronto FC         |
| 9   | 0      |  | Gyasi Zardes        | Columbus Crew      |
| 9   | 0      |  | Diego Rossi         | Los Angeles FC     |
| 8   | 0      |  | Sergio Santos Gomes | Philadelphia Union |
| 8   | 1      |  | Cristian Pavón      | LA Galaxy          |
| 8   | 0      |  | Daryl Dike          | Orlando City       |
| 8   | 1      |  | Kevin Molino        | Minnesota Utd      |
| 8   | 0      |  | Teal Bunbury        | N.E. Revolution    |

(fonte: mlssoccer.com)